# Фридрих II (Легница)
Вижте пояснителната страница за други личности с името Фридрих II.
Фридрих II фон Легница (Лигниц) (на немски: Friedrich II von Liegnitz; на чешки: Fridrich II. Břežsko-Lehnický; на полски: Fryderyk II Legnicki; * 12 февруари 1480, Лигниц; † 17 септември 1547, Лигниц) от клон Легница на силезийските Пясти, е от 1488 г. херцог Лигниц, от 1521 г. на Бриг и на Волау (1528 – 1547), управител (Oberlandeshauptmann) на херцогствата в Долна Силезия (1516 – 1526).

## Живот
Син е на херцог Фридрих I († 1488) и Людмила († 1503), дъщеря на бохемския крал Иржи Подебради. Брат е на Георг I фон Бриг († 1521).
През 1499 г. Фридрих II и брат му Георг I поемат херцогството. През 1507 г. Фридрих прави поклонение в Йерусалим и става там рицар на Светия Гроб.

## Фамилия
Първи брак: 26 ноември 1515 г. с Елжбета Ягелонка (1482 – 1517), дъщеря на полския крал Кажимеж IV Ягелончик и Елизабет фон Хабсбург. Те имат една дъщеря:
- Хедвиг (*/† 1517).

Втори брак: 24 ноември 1518 г. със София фон Бранденбург-Ансбах-Кулмбах (1485 – 1537), дъщеря на маркграф Фридрих II от Бранденбург-Ансбах-Кулмбах и София Ягелонка. Те имат три деца:
- Фридрих III (1520 – 1570), херцог на Легница

∞ 1538 принцеса Катарина фон Мекленбург (1518 – 1581)
- Георг II (1523 – 1586), херцог на Бриг

∞ 1545 принцеса Барбара фон Бранденбург (1527 – 1595)
- София (1525 – 1546)

∞ 1545 г. за курфюрст Йохан Георг (1525 – 1598), курфюрст на Бранденбург от род Хоенцолерн.